# Inscripcions reials de Biblos

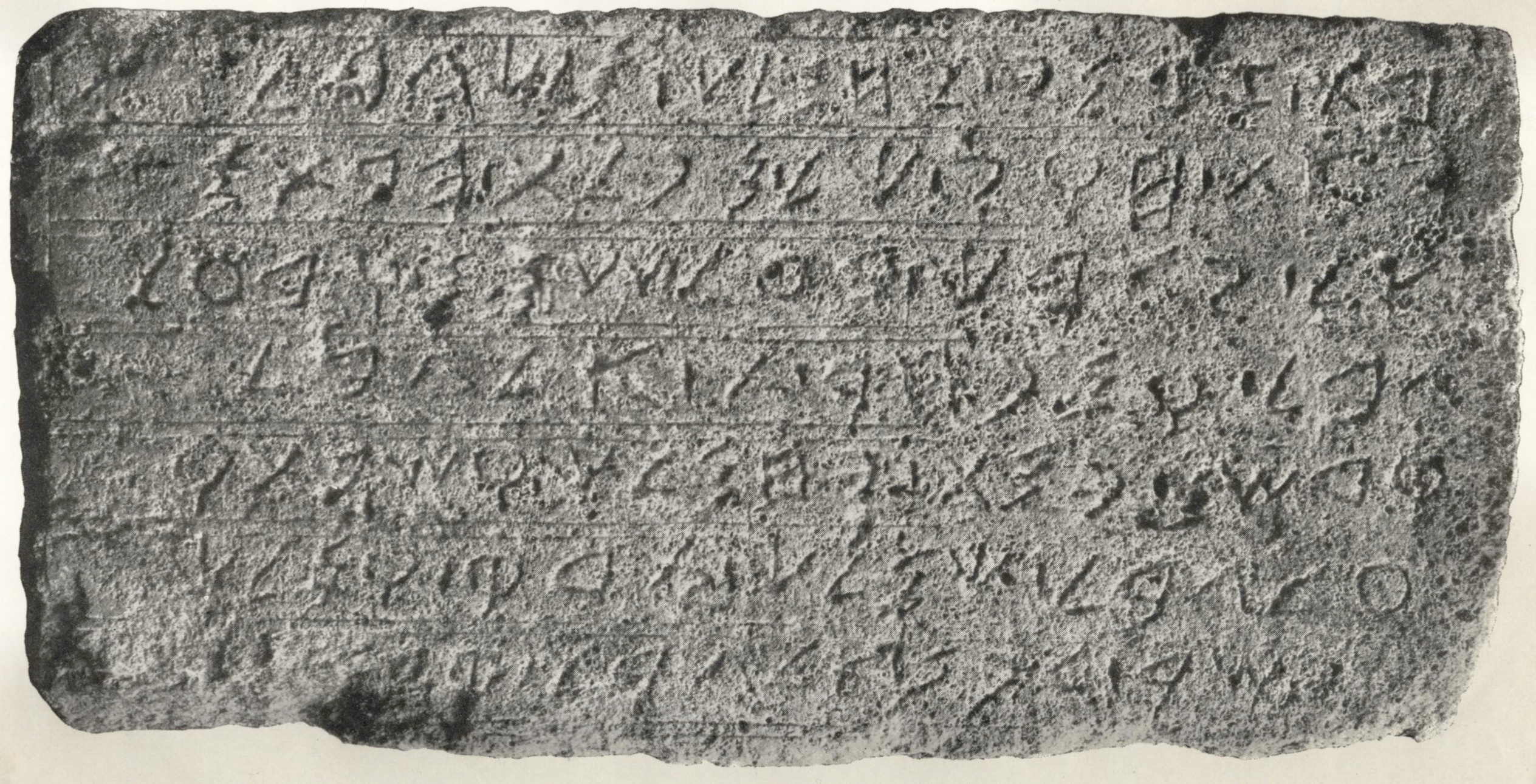
Inscripció de Yehimilk

Les inscripcions reials de Biblos són un conjunt de cinc primerenques inscripcions fenícies que aparegueren a Biblos a començaments del segle xx.
Constitueixen el major corpus d'inscripcions fenícies extenses trobat en l'anomenada "pàtria fenícia", l'únic lloc important de la zona que ha estat excavat a nivells prehel·lenístics.

## Les cinc inscripcions reials
- El Sarcòfag d'Ahiram (KAI 1), descobert el 1923, juntament amb dos fragments de gerros d'alabastre amb el nom de Ramsés II[2]
- La Inscripció de Yehimilk de Biblos (KAI 4) publicada el 1930.[3] Actualment en el museu del Castell de Biblos.
- La Inscripció d'Abibaal (KAI 5), en un tron en què es col·locava una estàtua de Sheshonq I, inscripció trobada al 1895, publicada el 1903.[4] Ara es troba al Vorderasiatisches Museum Berlin.[5][6]
- El Bust d'Osorkon I o Inscripció d'Elibaal (KAI 6), inscrita en una estàtua d'Osorkon I; coneguda des del 1881, publicada el 1925.[7][8] Actualment en el Museu del Louvre.
- La Inscripció de Safatbaal o de Shipitbaal (KAI 7), trobada a Biblos al 1936, i publicada al 1945.[9][10]

KAI 2 és una inscripció del Sarcòfag d'Ahiram, i KAI 3 és una espàtula de bronze; cap no conté pas noms de reialesa o informació històrica.

## Galeria

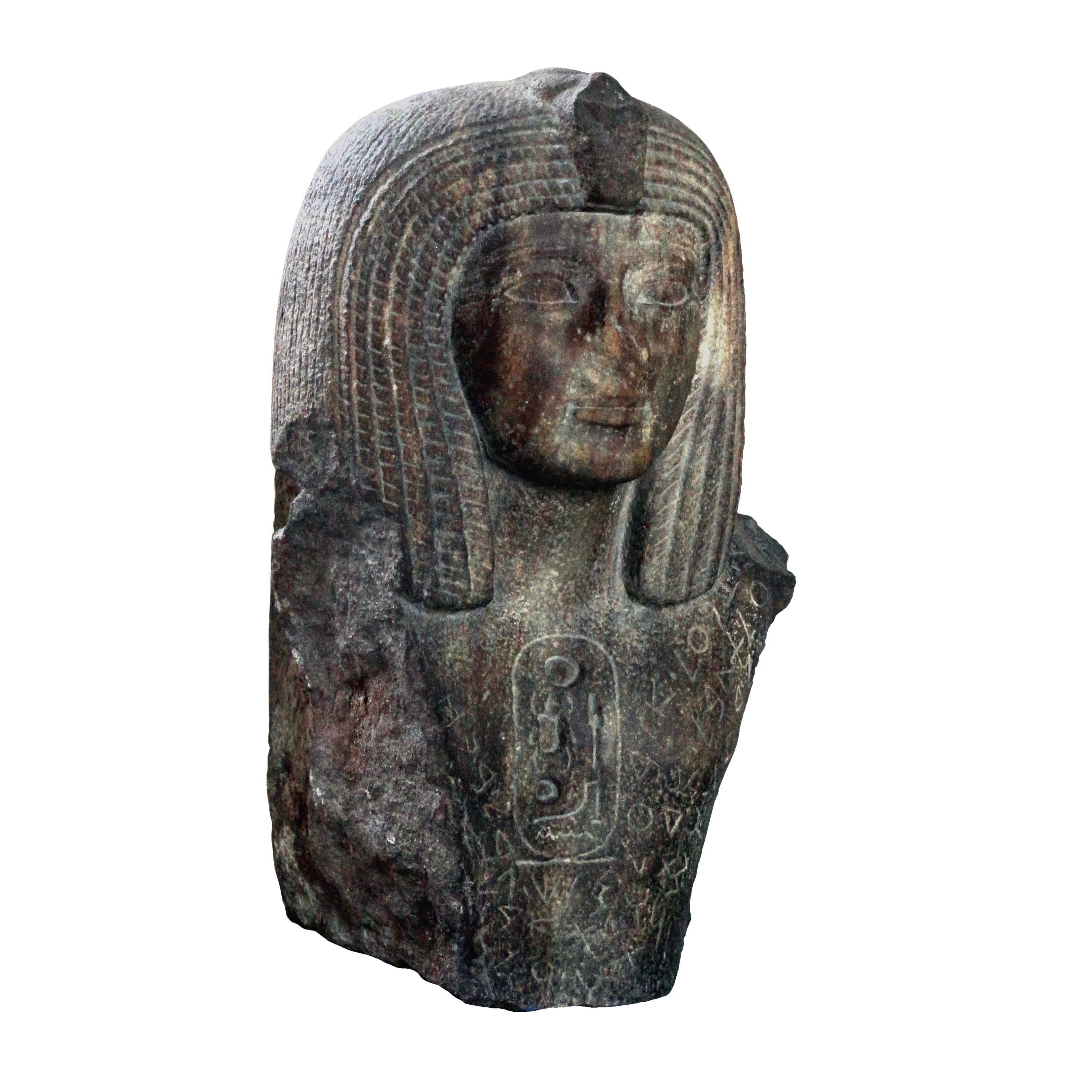
Inscripció del Bust d'Osorkon I (a esq. i der. del cartutx)
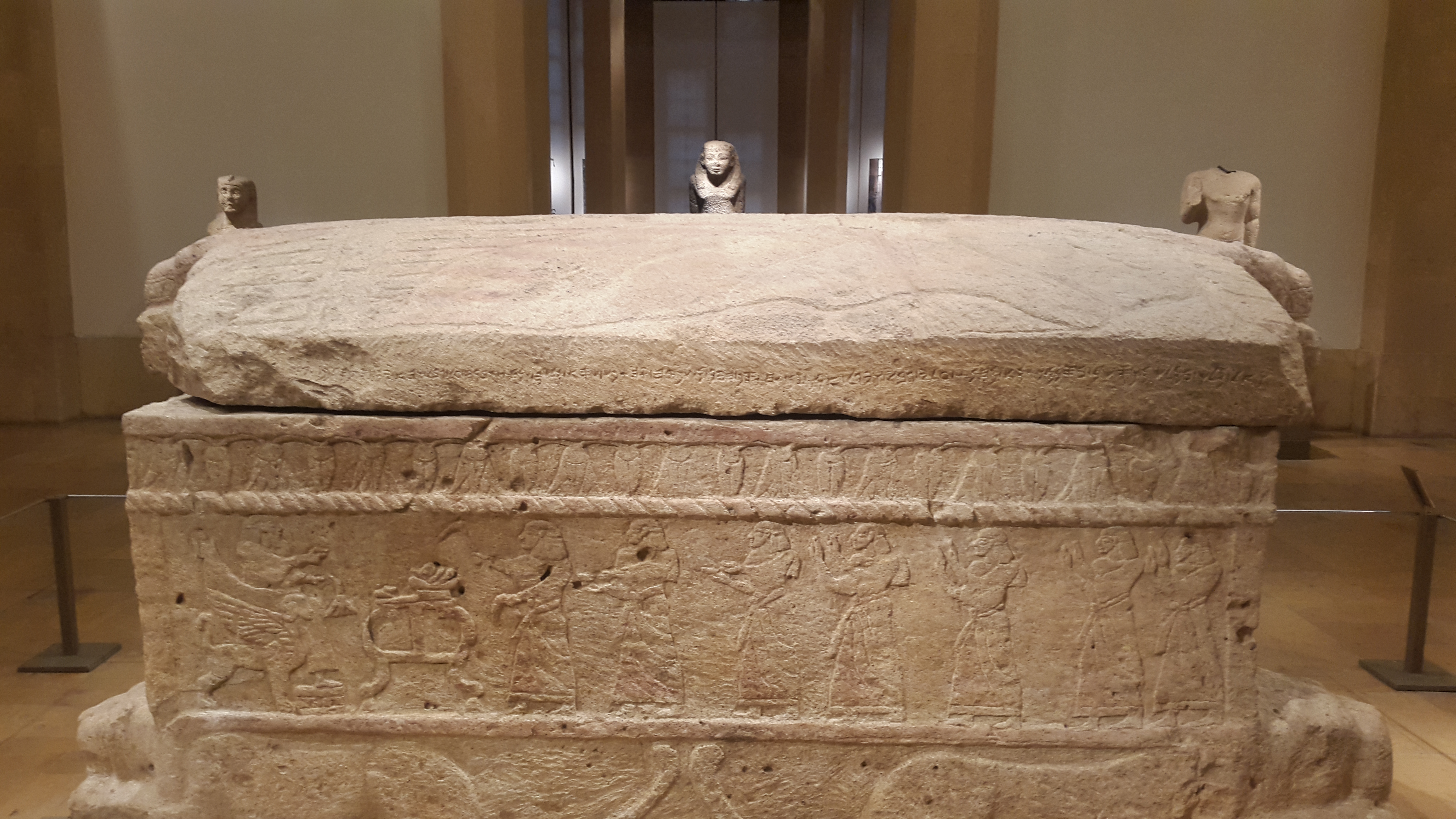
Inscripció del Sarcòfag d'Ahiram
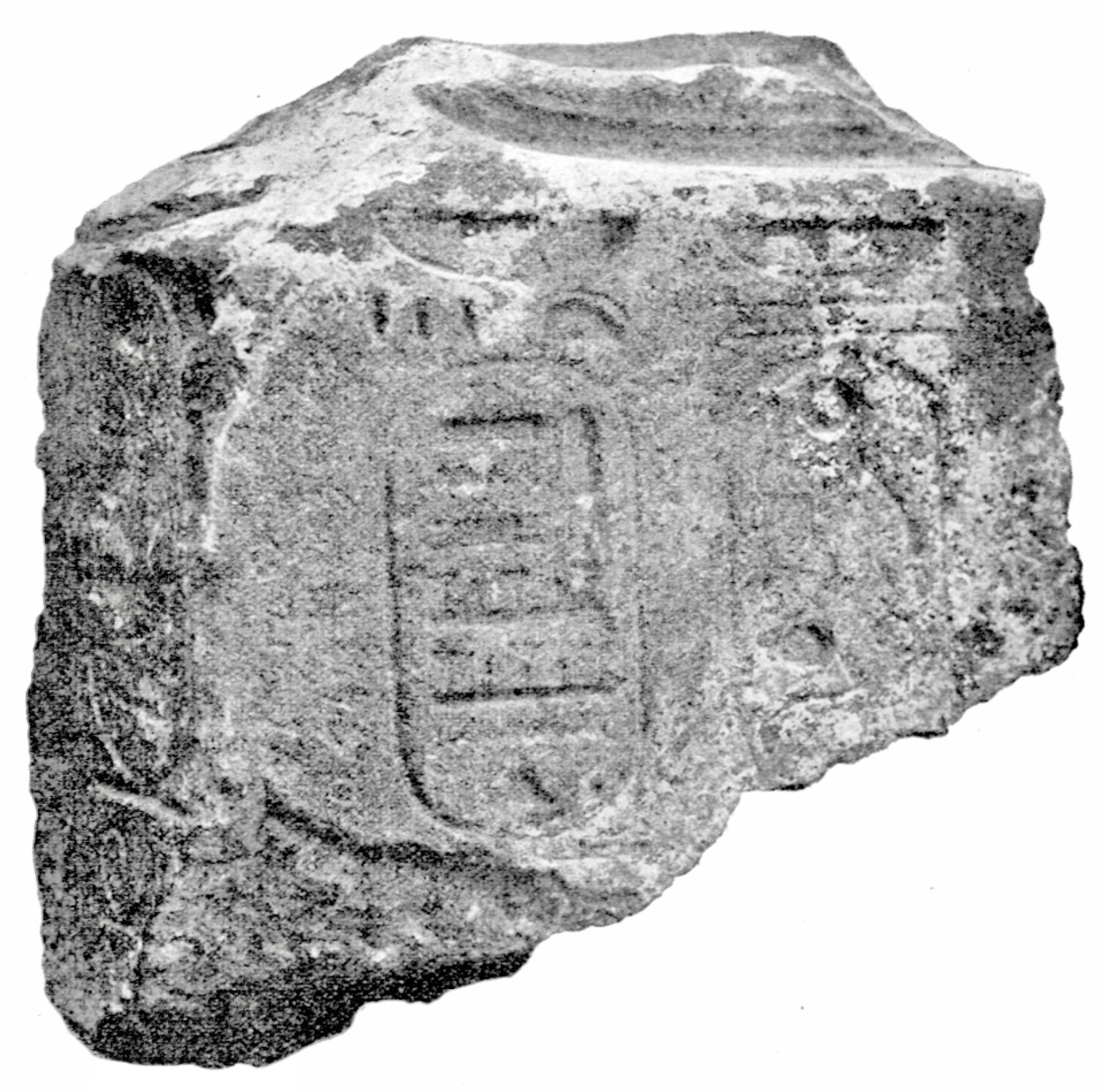
Inscripció d'Abibaal (inscripció fenícia més clarament visible en la còpia arqueològica)
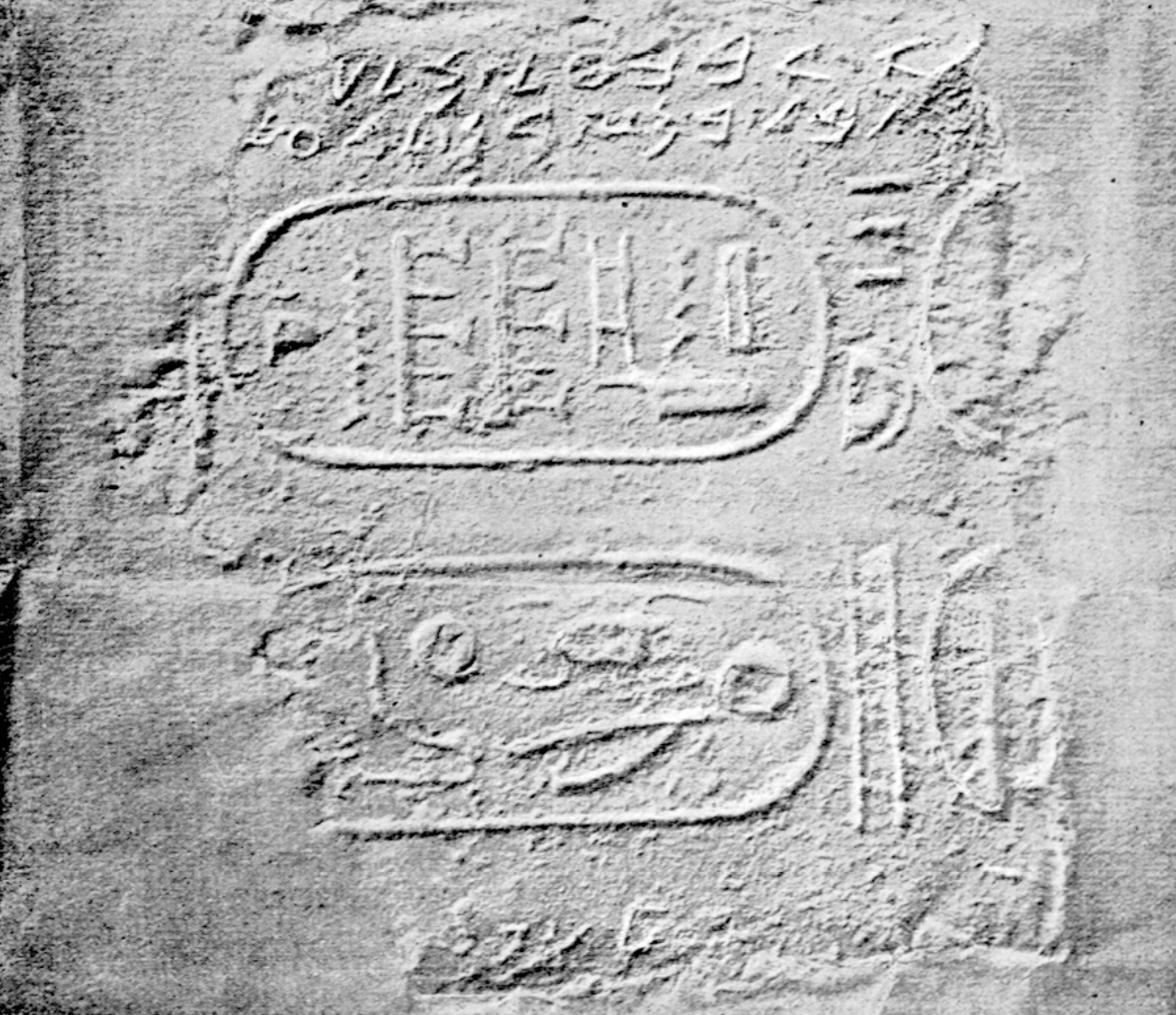
Còpia arqueològica de la Inscripció d'Abibaal
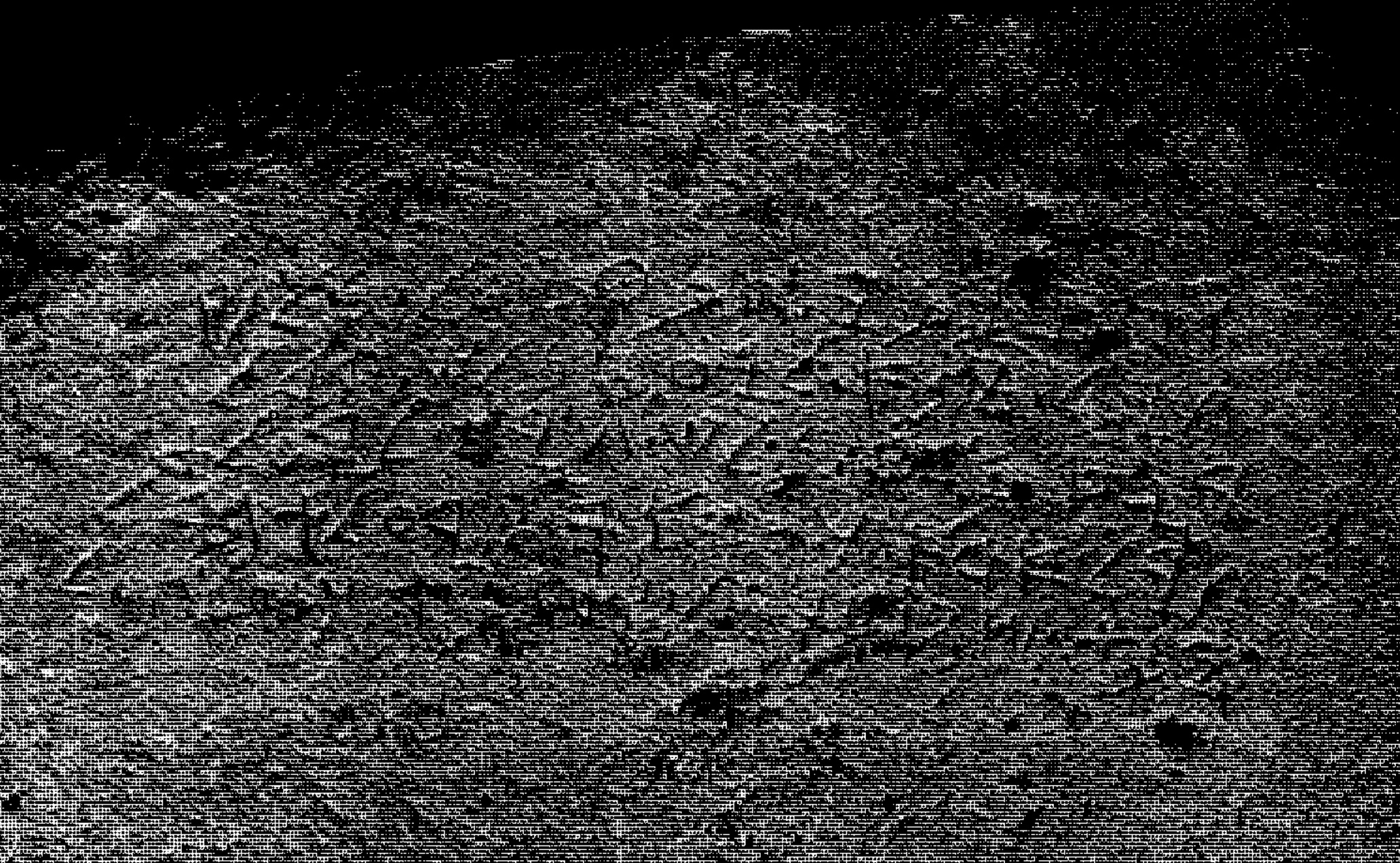
Inscripció de Safatbaal
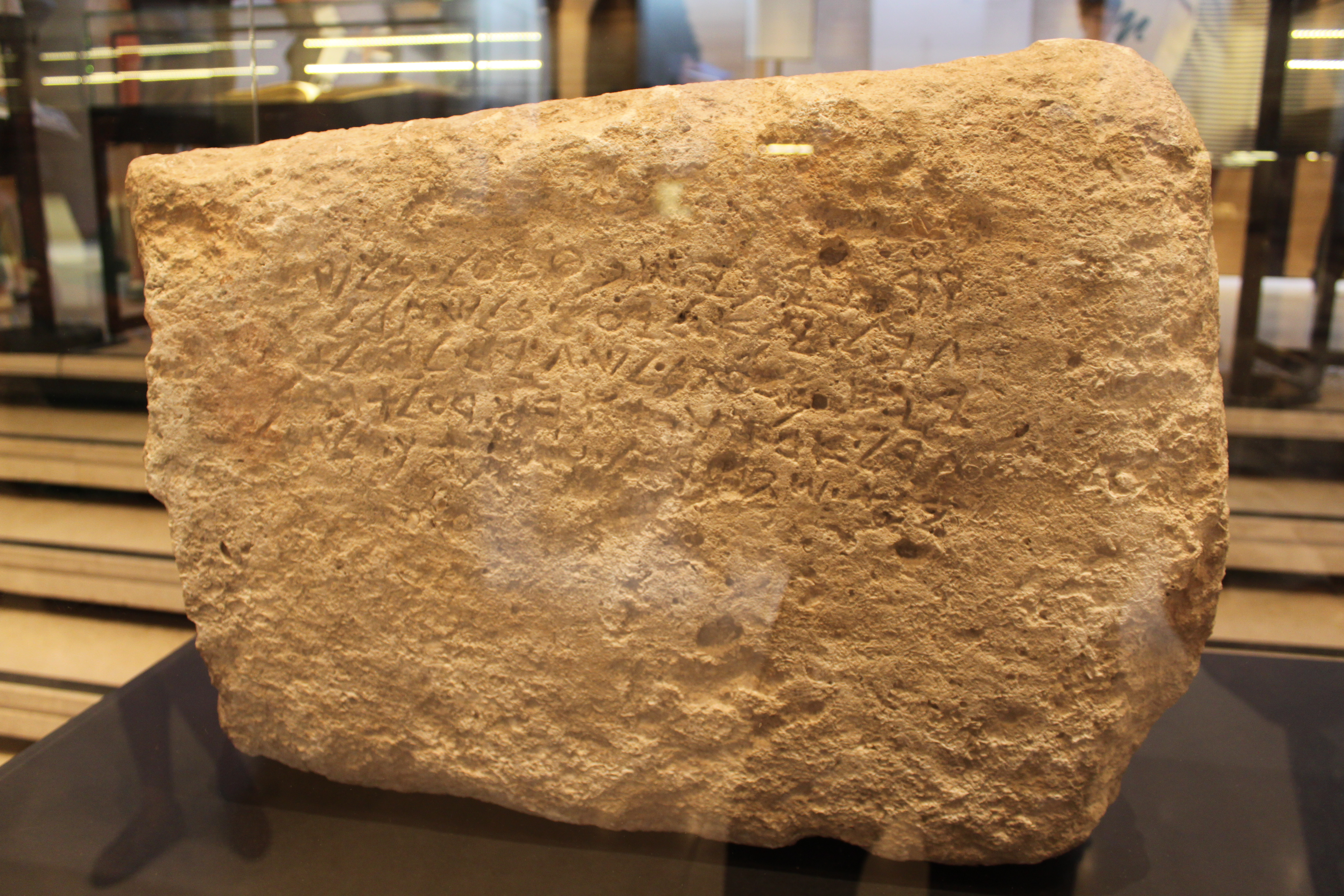
Inscripció de Safatbaal
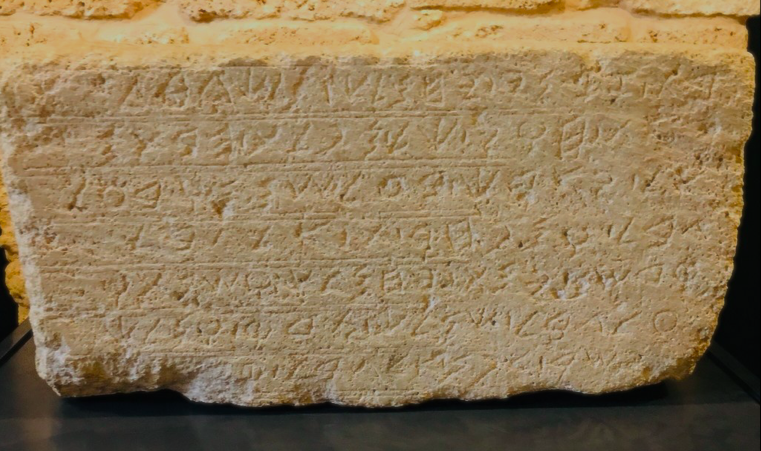
Inscripció de Yehimilk al Castell de Biblos
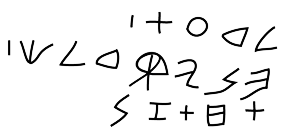
Grafit del Sarcòfag d'Ahiram (KAI 2)